# Trikraljska zvezda
Trikraljska zvezda je simbolično ukrašeni predmet, koji čestitari nose od kuće do kuće u noći uoči blagdana Sveta tri kralja, pjevajući prigodnu čestitarsku pjesmu, a običaj se i dan-danas održava u nekim selima Istre te uz hrvatsko-slovensku granicu.

## Kako izgleda zvezda
Zvezda je napravljena od velikoga sita ili rešeta, obloženoga staniolom. 
Rešetka je izvađena, a u sredinu se ulaže izrezan okrugli komad
šperploče ili jako čvrstoga kartona, a sve mora biti obloženo sjajnim papirom. 
Zvezda ima dva lica: dolazno i odlazno. Dolazno je ono koje se okreće odmah u dolasku pjevača prema prozoru domaćina. To je lice zvezde bogatije ukrašeno. Središnji prostor zauzima štalica od drveta sa svim simbolima Božića. Na drugoj strani nalazi se manja, keramička, ili štalica od papira. S obje su strane anđeli, božićne razglednice, svete slike, kipić Majke Božje, kuglice s bora, orasi i jabuke umotani u srebrni papir. Zvezda ima pet krakova (“rogovi”, “špice” - obloženi sjajnim papirom), a sve je pričvršćeno na drvenu dršku koja predstavlja rep kao kod prave repatice.

## Čestitarska pjesma
Dobar večer Krstijani

Dobar večer vam Bog daj

Mi vam bomo zdaj zapeli

Od presvetlih kraljov trih.

Sveta tri kralja su mudri ljudi

Kaj su šle svoje države

Ki su Jezuša iskali

Da bi ga darovali.

Jena zvezda im put kazala

Do betlehemske štalice.

Zima huda i ledena

Nič im ni naškodila.

Mi se od vas obračamo

Svetim trim kraljom vas zručamo.

Vas i vaš veseli stan

Prekriži ga Bog i svet Florijan.

Bog vas prekriži

U vašoj hiži

I daj vam Bog

Jenu laku noć.

## Procedura čestitanja
Riječ je o običaju da večer uoči svetkovine Tri kralja skupina muškaraca obilazi svoje mjesto i obližnja sela i ispred prozora obiteljskih domova pjeva narodnu popevku "Dobra večer, Krstijani, dobra večer, vam Bog daj". Jedan od članova skupine, obično najmlađi, nosi trikraljsku zvezdu, koja simbolizira betlehemsku zvijezdu repaticu, koja je tri kralja odvela do mjesta Isusova rođenja. Zvezdari se u rano predvečerje okupljaju u domu jednog od članova, odakle, nakon okrjepe uz domaće kobasice
i domaću kapljicu, kreću u svoj cjelonoćni pohod. Svaka obitelj koju obiđu, počašćena je 
njihovim dolaskom. Uza stihove “Dobar večer Krstijani” zvezda se dolaznim licem 
postavi 
pred prozor sobe gdje domaćini borave, odnosno spavaju.
Drugo lice zvezde pojavljuje se uz riječi “Mi se od vas obračamo…”. Uz tekst “Prekriži ga Bog 
i svet Florijan” odnosno “Bog vas prekriži” valja napraviti znak križa, odnosno prekrižiti kuću i sve ukućane u njoj. Domaćin u tom trenutku pali svjetla i otvara vrata svojega doma, časti pjevače kuhanim kobasicama, šunkom, vinom i kolačima. Zvezdari otpjevaju i nekoliko božićnih ili starinskih pjesama. Čestitarski pohod završava obično uza samo svitanje.

## Gdje se njeguje običaj
Običaj se dan-danas zadržao u Hrvatskoj, a njeguje se u nekim selima Istre te uz hrvatsko-slovensku granicu, i to ponajviše u sutlanskom području. Tako se i tekst pjesme razlikuje, ovisno o govoru u nekom kraju, od mjesta do mjesta. U pravilu domaćini čestitarima samo zahvaljuju, no u nekim mjestima darivaju ih jajima, ali ne i novcem. Trikraljska zvezda koju imaju mještani naselja Sopota kraj Pregrade stara je 50 godina i tradicija u tom selu nije prekinuta u tih pola stoljeća. Očevi su ju prenijeli na sinove. I dok su prije čestitari hodali odjeveni u civilnu zimsku odjeću, danas su orgrnuti šarenim sjajnim plaštevima koji bi trebali dočarati odjeću triju kraljeva. Običaj se u posljednjem desetljeću obnavlja pa se tako javljaju nove skupine trikraljskih zvezadara u Donjem Škrniku kraj Kumrovca i Gorjakovu kraj Pregrade.

## Smotra zvezdara
Na blagdan Tri kralja skupine zvezdara s obje strane Sutle okupljaju se na Smotri zvezdara koja se posljednjih godina održava u Muzeju Staro selo u Kumrovcu. Zagorski i slovenski zvezdari predstavljaju svoje zvezde i pjevaju tradicionalne trikraljske pjesem.

## Vanjska poveznica
- Župni listić  Arhivirana inačica izvorne stranice od 15. veljače 2015. (Wayback Machine)
- Koledanje